# Giovanni Boccamazza
Giovanni Boccamazza (Roma, ? - Aviñón, 1309) fue un cardenal italiano. Era parte de la nobleza romana, relacionada con la familia Savelli, y era sobrino del Papa Honorio IV.
Fue nombrado obispo de Monreale, cerca de Palermo, en 1278, y estaba allí en el momento de las "Vísperas Sicilianas" (1282). Después de huir de Sicilia, fue nombrado cardenal obispo de Frascati el 22 de diciembre de 1285, por Honorio IV.
Él lo envió como legado papal al norte de Europa. Estuvo en el significativo sínodo de marzo de 1287 en Würzburg, considerado como un consejo nacional de Alemania.
Participó en cinco cónclaves papales: el de 1287-1288 que eligió a Nicolás IV, el de 1292-1294 de Celestino V, el de 1294 de Bonifacio VIII, el de 1303 de Benedicto XI y por último el de 1305 de Clemente V. Se convirtió en decano del Colegio Cardenalicio en 1302.
Murió en Aviñón el 10 de agosto de 1309 y fue enterrado en la Iglesia de los Dominicos de dicha ciudad.